# 狡猾的老貓
《狡猾的老貓》（英語：The Sly Old Cat）是英國作家碧雅翠絲·波特於1906年創作的兒童文學作品，直至1971年才由費德里克·沃恩公司出版。

## 情節簡介
一隻狡猾的老貓邀請一隻老鼠參加茶會，牠表示自己將會吃掉麵包和茶，只會給老鼠留下麵包屑和奶罐裡剩的幾滴牛奶。老鼠心知肚明自己將被吃掉，於是乘貓倒舉奶罐喝奶時讓奶罐扣在貓的腦袋上，腦袋上套著奶罐的貓在廚房裡亂竄，老鼠伺機喝了一杯茶，並帶著一塊鬆餅逃離廚房。在老鼠吃完鬆餅時，貓才好不容易地將奶罐打破、露出腦袋。

## 創作及出版
1906年，碧雅翠絲·波特為出版商的女兒內莉·沃恩（Nellie Warne）創作了這部作品，本欲於1907年出版，但被擱置。1916年，該作再次被考慮出版，但終究又被擱置。至1971年才得以出版。